# Una famiglia di matti
Una famiglia di matti (Call of the Cuckoo, nell'originale inglese) è un cortometraggio del 1927 con protagonista Max Davidson e interpretato tra gli altri anche da Stanlio e Ollio, diretto da Clyde Bruckman.

## Trama
il signor Gimplewart, esasperato da una famiglia di vicini fuori di testa che causa continuamente fastidi e schiamazzi, cerca di vendere la propria casa. Pubblica, quindi, un annuncio su un quotidiano ma il primo possibile acquirente che si presenta rinuncia all'acquisto proprio per aver visto all'opera, da una finestra, i vicini di casa. Il secondo acquirente, invece, ha una gran fretta di concludere l'affare, scambiando le rispettive case. Anche il signor Gimplewart vuole concludere subito la permuta, prima, cioè, che il secondo acquirente si renda conto di cosa siano i vicini. Concluso l'affare, il signor Gimplewart insieme alla moglie ed al figlio, alquanto stupido, si recano in auto alla nuova dimora.
In realtà la nuova abitazione, costruita in soli due giorni e con materiali scadenti, crea mille inconvenienti: le porte si staccano, il disegno dei pavimenti si cancella quando questi vengono lavati, il linoleum si arrotola, la balaustra delle scale crolla, dai rubinetti esce il gas e dai fornelli l'acqua, gli interruttori elettrici non accendono mai le luci della stessa stanza ma sempre quelle di altre stanze ed i pavimenti hanno una pendenza tale che il pianoforte ha bisogno di essere puntellato con un sedia per evitare che si sposti. Il peggio, però, avviene quando i parenti della coppia si presentano per una visita di cortesia: si tratta di due coppie con i rispettivi ragazzini. La vasca da bagno del piano di sopra, dove il padrone di casa si sta lavando, perde, poi si spacca e l'acqua, filtrando attraverso il pavimento, piove letteralmente nei piatti degli invitati seduti a tavola al pianterreno. Come se non bastasse, a causa dei ragazzini, scoppia una furibonda zuffa fra i due padri e, poi, anche tra le mamme dei due pargoli durante la quale altre suppellettili vengono distrutte ed il pianoforte, rimessosi in movimento, sfonda alcune pareti e, giunto in strada, distrugge anche l'auto di Gimplewart. Mentre la casa rischia di crollare al suolo il povero Gimplewart si accorge, inoltre, che i suoi vicini matti si sono trasferiti a fianco alla sua nuova abitazione.

## Curiosità
- In questo cortometraggio muto il cui protagonista è Max Davidson, Stanlio e Ollio hanno un ruolo da Guest star insieme a James Finlayson, Charlie Hall e Charley Chase.
- Quasi tutto il film è stato allegato al montaggio dell'antologia L'allegro mondo di Stanlio e Ollio di Robert Youngson.
- Questo film è stato prodotto dalla Metro Goldwyn Mayer in collaborazione con la Pathé Exchange